# Chu Thiệu cộng hòa
Thời kỳ Cộng hòa (chữ Hán: 共和; 841 TCN-828 TCN) hay Chu Thiệu Cộng hòa (周召共和) trong lịch sử cổ đại Trung Quốc là một khoảng thời gian ngắn thời Tây Chu không có vua (thiên tử) cầm quyền. Hai đại thần Chu Công và Thiệu Công cùng nhau điều hành việc triều chính nhà Chu sau khi vua Chu Lệ Vương tàn bạo bị đánh đổ.

## Hoàn cảnh
Vua thứ 10 nhà Tây Chu là Chu Lệ Vương áp dụng chính sách bạo ngược và đàn áp dân chúng. Năm 841 TCN, nhân dân nổi dậy chống lại triều đình, lật đổ Lệ Vương. Lệ Vương phải bỏ chạy đến đất Trệ (nay là Hoắc Châu, Lâm Phần, Sơn Tây).
Trước cảnh biến loạn, thái tử Cơ Tĩnh trốn vào nhà đại thần Thiệu Mục Công. Quân khởi nghĩa nghe tin bèn đến vây nhà Thiệu công đòi nộp thái tử. Thiệu Công bèn mang con mình ra thế mạng cho Cơ Tĩnh. Quân khởi nghĩa tưởng là thái tử, bèn giết chết con Thiệu Công. Cơ Tĩnh thoát nạn.

## Các giả thuyết

### Hai đại thần nhiếp chính
Theo Sử ký của Tư Mã Thiên, phần Chu bản kỷ, trong hoàn cảnh đó, hai đại thần nhà Chu là Chu Định công (周定公) và Thiệu Mục công (召穆公) Cơ Hổ cùng nhau đứng ra quản lý việc triều chính. Việc chính sự không phải độc quyền của một người như trước, cho nên gọi là Cộng hòa. Cộng hòa mang nghĩa cùng chung sinh sống trong sự hòa hoãn và cả hai người không ai xưng danh hiệu khác (đế, vương) để tự tôn mình.
Thời kỳ Cộng hòa cũng là mốc thời gian đánh dấu việc các niên đại vua chúa và sự kiện của lịch sử Trung Quốc được xác định số năm một cách chính xác, không phải ước lệ như các đời trước. Từ thời điểm này, các sự kiện lịch sử được Sử ký biên theo số năm cụ thể.
Chính thể Cộng hòa chỉ thực thi trong lãnh thổ do nhà Chu trực tiếp quản lý. Các nước chư hầu không bị sự kiện này tác động, vẫn duy trì chế độ quân chủ cha truyền con nối như trước.
Năm 828 TCN, Chu Lệ vương qua đời tại đất Di. Thái tử Cơ Tĩnh - được Thiệu Công che chở trước đây - được lập lên nối ngôi, tức là Chu Tuyên Vương. Chu Công và Thiệu Công trao lại quyền trị nước cho người nối dõi nhà Chu, quyền hành lại thuộc về một vị quân chủ như trước đây. Chính thể Cộng hòa gồm hai người song song điều hành tồn tại từ năm 841 TCN đến năm 828 TCN, tất cả 14 năm.
Trong những năm đầu Chu Tuyên Vương cầm quyền, Thiệu Công và Chu Công tiếp tục hỗ trợ đắc lực để củng cố, chấn hưng cơ nghiệp nhà Chu.
Như vậy thời kỳ chính thể Cộng hòa trong lịch sử cổ đại Trung Quốc phát sinh và chấm dứt do hoàn cảnh sự khủng hoảng chính trị của nhà Tây Chu. Chế độ Cộng hòa là giải pháp của hai đại thần Chu Công và Thiệu Công tự đứng ra thực hiện cứu vãn cơ nghiệp nhà Chu. Thời kỳ Cộng hòa chấm dứt trong hòa bình và tự nguyện của hai đại thần cầm quyền lâm thời, để trở lại chế độ quân chủ như cũ.
Tuy nhiên, trong khi không có học giả nào hoài nghi tính xác thực của nhân vật Thiệu Mục công Cơ Hổ thì Chu Định công lại bị nhiều nhà sử học nghi ngờ tính xác thực do không thấy nhắc tới ở đâu, ngoài Sử ký.

### Cộng Bá Hòa
Theo Trúc thư kỷ niên thì Cộng Bá Hòa được các chư hầu cử thay mặt thiên tử hành sự, niên hiệu viết là Cộng hòa nguyên niên. Đến năm Cộng hòa thứ 14 trao trả lại quyền hành cho Chu Tuyên Vương.
Tuy nhiên, hiện vẫn còn bất đồng trong giới học giả về vấn đề thực sự ông Cộng Bá Hòa này là ai. Có thuyết cho rằng Cộng Bá Hòa là quân chủ nước Cộng (nay là huyện Huy, Lũng Nam, Cam Túc), tên là Bá Hòa (Sử ký tác ẩn). Lại có thuyết, như của Tư Mã Trinh, cho rằng quân chủ nước Cộng có tước bá, tên là Hòa. Lại có thuyết cho rằng ông chính là Vệ Vũ công Cơ Hòa (Sử ký chính nghĩa).